# Liste der Kulturdenkmäler in Bad Soden am Taunus
Die folgende Liste enthält die in der Denkmaltopographie ausgewiesenen Kulturdenkmäler auf dem Gebiet  der  Stadt Bad Soden am Taunus, Main-Taunus-Kreis, Hessen.
Hinweis: Die Reihenfolge der Denkmäler in dieser Liste orientiert sich zunächst an Stadtteilen und anschließend der Anschrift, alternativ ist sie auch nach der Bezeichnung, der vom Landesamt für Denkmalpflege vergebenen Nummer oder der Bauzeit sortierbar.
Kulturdenkmäler werden fortlaufend im Denkmalverzeichnis des Landes Hessen durch das Landesamt für Denkmalpflege Hessen auf Basis des Hessischen Denkmalschutzgesetzes (HDSchG) geführt. Die Schutzwürdigkeit eines Kulturdenkmals hängt nicht von der Eintragung in das Denkmalverzeichnis des Landes Hessen oder der Veröffentlichung in der Denkmaltopographie ab.

## Altenhain
| Bild                            | Bezeichnung                         | Lage                                                                 | Beschreibung | Bauzeit                | Objekt-Nr. |
| ------------------------------- | ----------------------------------- | -------------------------------------------------------------------- | --- | ---------------------- | ---------- |
| Beidenauer Mühle                | Beidenauer Mühle                    | Außerhalb Ortslage LageFlur: 15, Flurstück: 143/67, 66, 68/2,119, 69 | |                        | 45376 DDB  |
| Bild gesucht BW                 | Gesamtanlagen Langstraße            | Langstraße Lage                                                      | Entlang der alten Ortsdurchfahrt, der Langstraße, stehen zwei Bereiche zusammenhängender dörflicher Bebauung als Gesamtanlage unter Schutz. Der untere Teilbereich umfasst die Anwesen Langstraße 7, 9 bis 13 (beidseits) und 15. Der andere Teilbereich umfasst Langstraße 31 bis 39 (südlich). |                        | 45367 DDB  |
| Katholische Kirche Maria Geburt | Katholische Kirche Maria Geburt     | Kirchstraße 12 LageFlur: 5, Flurstück: 31/1,30/3                     | | 1931                   | 45368 DDB  |
| Bild gesucht BW                 | Wegkreuz an der katholischen Kirche | Kirchstraße 12 LageFlur: 5, Flurstück: 31/1                          | | 1773                   | 45369 DDB  |
| weitere Bilder                  | Waldgasthaus Hubertus               | Königsteiner Straße 222 Lage                                         | [ 1 ] |                        |            |
|                                 |                                     | Langstraße 10 LageFlur: 6, Flurstück: 70/2                           | | 1695 bis 1705          | 45370 DDB  |
|                                 |                                     | Langstraße 11 LageFlur: 6, Flurstück: 80/1                           | | 1795 bis 1805          | 45371 DDB  |
|                                 |                                     | Langstraße 13 LageFlur: 6, Flurstück: 82/1                           | | 1702                   | 45372 DDB  |
| Altes Rathaus                   | Altes Rathaus                       | Langstraße 31 LageFlur: 5, Flurstück: 25/4                           | | 1525 bis 1575          | 45373 DDB  |
|                                 |                                     | Langstraße 37 LageFlur: 5, Flurstück: 21/1                           | | Anfang 18. Jahrhundert | 45374 DDB  |
|                                 |                                     | Langstraße 39 LageFlur: 5, Flurstück: 18/13                          | | Anfang 17. Jahrhundert | 45375 DDB  |

## Bad Soden
| Bild                                                                           | Bezeichnung                                                                    | Lage | Beschreibung | Bauzeit                | Objekt-Nr. |
| ------------------------------------------------------------------------------ | ------------------------------------------------------------------------------ | --- | --- | ---------------------- | ---------- |
| Villa Sanssouci                                                                | Villa Sanssouci                                                                | Alleestraße 6 LageFlur: 29, Flurstück: 43/2                                                                              | 1858 erbaut und befindet sich soweit noch im Originalzustand.                                                                    | 1853 bis 1863          | 45282 DDB  |
| Pumpstation                                                                    | Pumpstation                                                                    | Alleestraße 7a LageFlur: 11, Flurstück: 16/16                                                                            | 1906 erbaut, | 1901 bis 1911          | 45281 DDB  |
| Villa Westfalia                                                                | Villa Westfalia                                                                | Alleestraße 12 LageFlur: 28, Flurstück: 26/3                                                                             | Eine frühere Kurpension, zwischen 1868 und 1873 erbaut.                                                                          | 1863 bis 1873          | 45283 DDB  |
| Villa Aurora                                                                   | Villa Aurora                                                                   | Alleestraße 24 LageFlur: 28, Flurstück: 63/4                                                                             | 1904 im Stil des Jugendstils erbaut.                                                                                             | 1899 bis 1909          | 45284 DDB  |
| Villa Nassau                                                                   | Villa Nassau                                                                   | Alleestraße 25 LageFlur: 12, Flurstück: 19/1                                                                             | Um 1905 erbaut, Backsteingebäude                                                                                                 | 1900 bis 1910          | 45285 DDB  |
| Alter Kurpark                                                                  | Alter Kurpark                                                                  | An der Königsteiner Straße LageFlur: 32, Flurstück: 12/4, 4, 5/1, 5/9, 12/5, 322/218, 11/5, 1/1, 6, 226/4, 303/221, 71/1 | | 1797 bis 1847          | 45321 DDB  |
| Bahnhofsgebäude                                                                | Bahnhofsgebäude                                                                | Am Bahnhof 6 LageFlur: 30, Flurstück: 26/12                                                                              | 1847 erbaut, 1914 wurde der Uhrturm angebaut.                                                                                    | 1841 bis 1851          | 45297 DDB  |
| Altersheim Taunusresidenzen                                                    | Altersheim Taunusresidenzen                                                    | Am Eichwald 22 LageFlur: 4, Flurstück: 362/3                                                                             | Anfang der 1920er Jahre erbaut.                                                                                                  | 1918 bis 1928          | 45287 DDB  |
| Wohnhaus und Scheune                                                           | Wohnhaus und Scheune                                                           | Am Kleinen Hetzel 1 LageFlur: 25, Flurstück: 400                                                                         | | Anfang 18. Jahrhundert | 68113 DDB  |
| Haus Frigga                                                                    | Haus Frigga                                                                    | Am Thermalbad 11 LageFlur: 4, Flurstück: 419/7                                                                           | 1927 erbaut. | 1927                   | 45288 DDB  |
|                                                                                |                                                                                | An der Trinkhalle 2 LageFlur: 27, Flurstück: 45/5                                                                        | Gebäude des Spätklassizismus, 1840 erbaut.                                                                                       | 1835 bis 1845          | 45289 DDB  |
|                                                                                |                                                                                | An der Trinkhalle 5 LageFlur: 27, Flurstück: 121/40                                                                      | Verputztes Fachwerkhaus, Erste Erwähnung 1725                                                                                    | 1725                   | 45290 DDB  |
|                                                                                |                                                                                | An der Trinkhalle 6 LageFlur: 27, Flurstück: 41/21                                                                       | Fachwerkhaus von 1725 | 1720 bis 1730          | 45291 DDB  |
|                                                                                |                                                                                | An der Trinkhalle 8 LageFlur: 27, Flurstück: 41/12                                                                       | 1730 erbaut | 1725 bis 1735          | 45292 DDB  |
| Feuerwehrhaus                                                                  | Feuerwehrhaus                                                                  | An der Trinkhalle 12 LageFlur: 27, Flurstück: 50/1                                                                       | Backsteingebäude von 1900, heute Jugendcafé                                                                                      | 1895 bis 1905          | 45293 DDB  |
|                                                                                |                                                                                | An der Trinkhalle 17 LageFlur: 28, Flurstück: 91/4                                                                       | 1730 erbaut. | 1725 bis 1735          | 45294 DDB  |
|                                                                                |                                                                                | An der Trinkhalle 19 LageFlur: 28, Flurstück: 88/1                                                                       | 1738 erbaut. | Anfang 18. Jahrhundert | 45295 DDB  |
|                                                                                |                                                                                | Clausstraße 2 LageFlur: 33, Flurstück: 155/37                                                                            | Gebäude aus dem Jahr 1800; heute befindet sich hier der Adlerhof.                                                                | 1795 bis 1805          | 45298 DDB  |
|                                                                                |                                                                                | Clausstraße 7 LageFlur: 29, Flurstück: 14/1                                                                              | Erste Erwähnung 1545, Zweitältestes Gebäude des Main-Taunus-Kreises                                                              | Ende 16. Jahrhundert   | 45299 DDB  |
|                                                                                |                                                                                | Clausstraße 11 LageFlur: 29, Flurstück: 170/19                                                                           | Aus dem 18. Jahrhundert | 1725 bis 1775          | 45300 DDB  |
|                                                                                |                                                                                | Clausstraße 12 LageFlur: 33, Flurstück: 59/1                                                                             | Um 1800 erbaut. | Anfang 19. Jahrhundert | 53323 DDB  |
| Scheune                                                                        | Scheune                                                                        | Enggasse 1 LageFlur: 27, Flurstück: 22/2                                                                                 | Fachwerkscheune aus dem 17. Jahrhundert                                                                                          | 1675 bis 1725          | 45301 DDB  |
| Friedhof                                                                       | Friedhof                                                                       | Falkenstraße 3 LageFlur: 15, Flurstück: 80/1                                                                             | 1844 angelegt. |                        | 45324 DDB  |
| Katholische Kirche St. Katharina                                               | Katholische Kirche St. Katharina                                               | Salinenstr. o. Nr. LageFlur: 4, Flurstück: 12/92                                                                         | 1955–57 erbaut. Stifter Geheimrat Max Bagniski                                                                                   | 1930 bis 1980          | 45303 DDB  |
| Gesamtanlage Alleestraße 2, 4, 6, 8 und Königsteiner Straße 39                 | Gesamtanlage Alleestraße 2, 4, 6, 8 und Königsteiner Straße 39                 | Alleestraße 2, 4, 6, 8 und Königsteiner Straße 39 Lage                                                                   | Ehemalige Lindenallee, | 1850 bis 1860          | 45274 DDB  |
| Gesamtanlage Heinrichstraße                                                    | Gesamtanlage Heinrichstraße                                                    | Heinrichstraße Lage | | Anfang 20. Jahrhundert | 45275 DDB  |
| Bild gesucht BW                                                                | Gesamtanlage Innenstadt                                                        | Innenstadt Lage | |                        | 45273 DDB  |
| Gesamtanlage Königsteiner Straße 47, 49, 51, 53, 54, 55, 56, 58, 60, 62 und 64 | Gesamtanlage Königsteiner Straße 47, 49, 51, 53, 54, 55, 56, 58, 60, 62 und 64 | Königsteiner Straße 47, 49, 51, 53, 54, 55, 56, 58, 60, 62 und 64 Lage                                                   | | 1845 bis 1855          | 45276 DDB  |
| Gesamtanlage Königsteiner Straße 79, 81, 83, 85, 87 und 89                     | Gesamtanlage Königsteiner Straße 79, 81, 83, 85, 87 und 89                     | Königsteiner Straße 79, 81, 83, 85, 87 und 89 Lage                                                                       | |                        | 45277 DDB  |
| Gesamtanlage Königsteiner Straße 94-104                                        | Gesamtanlage Königsteiner Straße 94-104                                        | Königsteiner Straße 94-104 Lage                                                                                          | | Anfang 20. Jahrhundert | 53321 DDB  |
| Gesamtanlage Kronberger Straße/Kaiserstraße/Am Thermalbad/Moltkestraße         | Gesamtanlage Kronberger Straße/Kaiserstraße/Am Thermalbad/Moltkestraße         | Kronberger Straße/Kaiserstraße/Am Thermalbad/Moltkestraße Lage                                                           | | Anfang 20. Jahrhundert | 45280 DDB  |
| Gesamtanlage Parkstraße 34, 36, 38 und 40/42                                   | Gesamtanlage Parkstraße 34, 36, 38 und 40/42                                   | Parkstraße 34, 36, 38 und 40/42 Lage                                                                                     | | Anfang 20. Jahrhundert | 45278      |
| Gesamtanlage Zum Quellenpark/Am kleinen Hetzel                                 | Gesamtanlage Zum Quellenpark/Am kleinen Hetzel                                 | Zum Quellenpark/Am kleinen Hetzel Lage                                                                                   | | 1835 bis 1845          | 45279 DDB  |
|                                                                                |                                                                                | Hasselstraße 30 LageFlur: 10, Flurstück: 436/1                                                                           | Bau im Stil des Historismus, 1900 erbaut.                                                                                        | 1895 bis 1905          | 45304 DDB  |
|                                                                                |                                                                                | Heinrichstraße 7 LageFlur: 10, Flurstück: 448                                                                            | Bau von 1900. | Anfang 20. Jahrhundert | 45305 DDB  |
|                                                                                |                                                                                | Kaiserstraße 3 LageFlur: 4, Flurstück: 650/9                                                                             | 1900 erbaut. | 1905 bis 1915          | 45306 DDB  |
| Villa Rheinfels                                                                | Villa Rheinfels                                                                | Königsteiner Straße 39 LageFlur: 29, Flurstück: 179/41                                                                   | 1868 erbaut. | 1852 bis 1862          | 45307 DDB  |
|                                                                                |                                                                                | Königsteiner Straße 49 LageFlur: 29, Flurstück: 163/38, 164/39                                                           | Gebäude des Spätklassizismus – 1840 erbaut.                                                                                      | 1835 bis 1845          | 45308 DDB  |
| Haus Haßler                                                                    | Haus Haßler                                                                    | Königsteiner Straße 60 LageFlur: 30, Flurstück: 63/11                                                                    | 1868 erbaut, weitgehend im Originalzustand.                                                                                      | 1835 bis 1845          | 45309 DDB  |
| Haus Quisisana                                                                 | Haus Quisisana                                                                 | Königsteiner Straße 63 LageFlur: 33, Flurstück: 34/1, 33/1, 33/2                                                         | Hier befindet sich heute das Restaurant "Bistro 911"                                                                             | Anfang 19. Jahrhundert | 45310 DDB  |
| Rathaus                                                                        | Rathaus                                                                        | Königsteiner Straße 73 LageFlur: 33, Flurstück: 29/34                                                                    | Bau aus den 1950er Jahren. Hier stand früher das Hotel Colloseus – im Zweiten Weltkrieg zerstört.                                | 1959                   | 53325 DDB  |
| Rheinischer Hof                                                                | Rheinischer Hof                                                                | Königsteiner Straße 76 LageFlur: 31, Flurstück: 13/1                                                                     | Hotel Anlage "Rheinischer Hof" – 1904/05 Erbaut.                                                                                 | 1899 bis 1909          | 45286 DDB  |
|                                                                                |                                                                                | Königsteiner Straße 83 LageFlur: 34, Flurstück: 34/11                                                                    | Bau des Spätklassizismus – 1847 erbaut.                                                                                          | 1847                   | 45311 DDB  |
| Badehaus                                                                       | Badehaus                                                                       | Königsteiner Straße 86 LageFlur: 32, Flurstück: 12/5                                                                     | 1870/71 erbaut. | 1870                   | 45312 DDB  |
| Villa Rothschild & Standesamt                                                  | Villa Rothschild & Standesamt                                                  | Königsteiner Straße 86a + b LageFlur: 32,35, Flurstück: Flur 35: 5/12; Flur 32: 7/5                                      | Villa Rothschild a – 1904 erbaut. Ehemaliges Angestelltenhaus b – 1904 erbaut.                                                   | 1899 bis 1909          | 45313 DDB  |
| Kurpension Nassovia                                                            | Kurpension Nassovia                                                            | Königsteiner Straße 89 LageFlur: 34, Flurstück: 25/6                                                                     | Klassizistische Kurvilla – 1820 erbaut. Hier wohnte Felix Mendelssohn Bartholdy in den Jahren 1844, 1845 und 1847.               | 1815 bis 1825          | 45314 DDB  |
|                                                                                |                                                                                | Königsteiner Straße 94 LageFlur: 36, Flurstück: 70/23                                                                    | Bau des Spätklassizismus – 1860 erbaut.                                                                                          | 1855 bis 1865          | 45315 DDB  |
|                                                                                |                                                                                | Königsteiner Straße 98 LageFlur: 36, Flurstück: 51/21                                                                    | Bau des Spätklassizismus – 1872 erbaut. Hier lebte Dr. M. Fresenius.                                                             | 1872                   | 45316 DDB  |
| Villa Stosch                                                                   | Villa Stosch                                                                   | Königsteiner Straße 99 LageFlur: 25, Flurstück: 455/1                                                                    | Bau des Spätklassizismus – erbaut in der zweiten Hälfte des 19. Jahrhunderts.                                                    | Ende 19. Jahrhundert   | 45317 DDB  |
|                                                                                |                                                                                | Königsteiner Straße 115 LageFlur: 1, Flurstück: 303/230                                                                  | 1900 im Stil des Jugendstils erbaut.                                                                                             |                        | 68991 DDB  |
| Paulinenschlösschen                                                            | Paulinenschlösschen                                                            | Kronberger Straße 1 LageFlur: 31, Flurstück: 76/1                                                                        | 1840 auf Wunsch von Herzogin Pauline von Nassau erbaut. Bis 1950 Rathaus – heute Bürgerhaus                                      | 1847                   | 45318 DDB  |
| Krug’sche Villa                                                                | Krug’sche Villa                                                                | Kronberger Straße 3 LageFlur: 31, Flurstück: 76/1                                                                        | Bau des Spätklassizismus – 1845 erbaut.                                                                                          | 1845                   | 45319 DDB  |
|                                                                                |                                                                                | Kronberger Straße 18 LageFlur: 4, Flurstück: 260/5                                                                       | Bau des Heimatstils – 1908 erbaut.                                                                                               | 1908                   | 45320 DDB  |
| Kleinbauernhaus                                                                | Kleinbauernhaus                                                                | Neugasse 10 LageFlur: 27, Flurstück: 20/10                                                                               | Ehemaliges Bauernhaus aus der Zweiten Hälfte des 18. Jahrhunderts                                                                | Ende 18. Jahrhundert   | 45322 DDB  |
| Jüdischer Friedhof                                                             | Jüdischer Friedhof                                                             | Niederhofheimer Straße o. Nr. LageFlur: 8, Flurstück: 149                                                                | 1873 angelegt. | 1873                   | 45323 DDB  |
| Wasserturm                                                                     | Wasserturm                                                                     | Niederhofheimer Straße o. Nr. LageFlur: 8, Flurstück: 144/6                                                              | 1911 erbaut. | 1911                   | 45343 DDB  |
| Ehemaliges Staatliches Schulamt                                                | Ehemaliges Staatliches Schulamt                                                | Oranienstraße 13 LageFlur: 25, Flurstück: 332/9                                                                          | Ehemalige Epting-Villa, 1905 erbaut.                                                                                             | 1900 bis 1910          | 45302 DDB  |
| Medico-Palais                                                                  | Medico-Palais                                                                  | Parkstraße 6 LageFlur: 2, Flurstück: 226/3                                                                               | 1912 im Stil des Jugendstils erbaut                                                                                              | 1912                   | 45350 DDB  |
| Villa Pommerania                                                               | Villa Pommerania                                                               | Parkstraße 16 LageFlur: 1, Flurstück: 193/2                                                                              | Bau im Schweizer-Haus-Stil – 1874 erbaut.                                                                                        | 1874                   | 45346 DDB  |
|                                                                                |                                                                                | Parkstraße 20 LageFlur: 1, Flurstück: 185/2                                                                              | Landhausähnliche Villa – erbaut 1896                                                                                             | Ende 19. Jahrhundert   | 68114 DDB  |
| Villa                                                                          | Villa                                                                          | Parkstraße 28 LageFlur: 1, Flurstück: 444/176                                                                            | 1900 erbaut. | 1895 bis 1905          | 45347 DDB  |
| weitere Bilder                                                                 | Villa Wildrose                                                                 | Parkstraße 42 LageFlur: 1, Flurstück: 443/150                                                                            | 1880 erbaut, 1915 Anbau. | 1880                   | 45348 DDB  |
| Bild gesucht BW                                                                |                                                                                | Schillerstraße 1 LageFlur: 2, Flurstück: 420                                                                             | 1920 erbaut. | 1915 bis 1925          | 45351 DDB  |
|                                                                                |                                                                                | Schillerstraße 18 LageFlur: 12, Flurstück: 411/1                                                                         | 1930 erbaut. | 1925 bis 1935          | 45349 DDB  |
| Theodor-Heuss-Schule                                                           | Theodor-Heuss-Schule                                                           | Sulzbacher Straße 5 LageFlur: 4, Flurstück: 13/5                                                                         | 1912 erbaut. | 1912                   | 45296 DDB  |
|                                                                                |                                                                                | Wiesenweg 14 LageFlur: 28, Flurstück: 97/11                                                                              | Bau des Spätklassizismus – erbaut 1857.                                                                                          | 1857                   | 45352 DDB  |
| Atelier                                                                        | Atelier                                                                        | Zum Quellenpark 2 LageFlur: 33, Flurstück: 169/3                                                                         | Bau im Jugendstil, einziger Bau dieser Art im Main-Taunus-Kreis.                                                                 |                        | 45353 DDB  |
|                                                                                |                                                                                | Zum Quellenpark 5 LageFlur: 33, Flurstück: 26/4                                                                          | 1830 errichtet im Stil des Klassizismus. Teil der Gesamtanlage Zum Quellenpark/Am kleinen Hetzel                                 | 1825 bis 1835          | 962967     |
|                                                                                |                                                                                | Zum Quellenpark 6 LageFlur: 33, Flurstück: 99/5                                                                          | Ehemalige Kurvilla, 1857 erbaut.                                                                                                 | 1857                   | 45355 DDB  |
| Haus Reiss                                                                     | Haus Reiss                                                                     | Zum Quellenpark 8 LageFlur: 25, Flurstück: 406/3                                                                         | Spätklassizistisches Palais, 1839 vom jüdischen Bankier Enoch Reiss errichtet.                                                   | 1839                   | 45356 DDB  |
|                                                                                |                                                                                | Zum Quellenpark 11 LageFlur: 33, Flurstück: 211/50                                                                       | Aus der Mitte des 28. Jahrhunderts.                                                                                              | 1725 bis 1775          | 45357 DDB  |
|                                                                                |                                                                                | Zum Quellenpark 16 LageFlur: 25, Flurstück: 414/3                                                                        | Verputztes Fachwerkhaus aus der Mitte des 18. Jahrhunderts.                                                                      | Ende 18. Jahrhundert   | 53327 DDB  |
|                                                                                |                                                                                | Zum Quellenpark 20 LageFlur: 25, Flurstück: 416/2                                                                        | Fachwerkbau aus der Mitte des 16. Jahrhunderts. Fachwerk schwer zerstört.                                                        | 1525 bis 1575          | 45358 DDB  |
| Villa Stefanie                                                                 | Villa Stefanie                                                                 | Zum Quellenpark 21 LageFlur: 33, Flurstück: 57/1                                                                         | Kurvilla aus dem Jahr 1904 | 1904                   | 45359 DDB  |
| Evangelische Pfarrkirche                                                       | Evangelische Pfarrkirche                                                       | Zum Quellenpark 26 LageFlur: 25, Flurstück: 422/4                                                                        | 1716/17 erbaut und mehrmals erweitert.                                                                                           | 1483                   | 45360 DDB  |
| Evangelisches Pfarrhaus                                                        | Evangelisches Pfarrhaus                                                        | Zum Quellenpark 28 LageFlur: 25, Flurstück: 423                                                                          | Hier lebte 1860 und 1861 der Komponist Richard Wagner.                                                                           | 1845 bis 1855          | 45361 DDB  |
|                                                                                |                                                                                | Zum Quellenpark 29 LageFlur: 27, Flurstück: 18/1                                                                         | Spätklassizistischer Bau von 1854. Ehemalige Kurvilla, mehrmals umgebaut. Heute befindet sich hier das Restaurant "Maximilians". | Ende 19. Jahrhundert   | 45362 DDB  |
| Haus Bockenheimer                                                              | Haus Bockenheimer                                                              | Zum Quellenpark 38 LageFlur: 26, Flurstück: 19/5                                                                         | Erstes Kurhaus in Bad Soden, damals Frankfurter Hof. 1722 errichtet.                                                             | Anfang 18. Jahrhundert | 45363 DDB  |
| Ehemaliges Heimatmuseum                                                        | Ehemaliges Heimatmuseum                                                        | Zum Quellenpark 42 LageFlur: 26, Flurstück: 68/22                                                                        | Fachwerkbau von 1720. | 1715 bis 1725          | 45364 DDB  |

## Neuenhain
| Bild                                 | Bezeichnung                             | Lage                                                                 | Beschreibung | Bauzeit                | Objekt-Nr. |
| ------------------------------------ | --------------------------------------- | -------------------------------------------------------------------- | --- | ---------------------- | ---------- |
| Wegkreuz                             | Wegkreuz                                | Altenhainer Straße/Schneidhainer Weg LageFlur: 37, Flurstück: 4358/5 | Wegkreuz aus Sandstein, datiert 1776. Geschweifter barocker Sockel mit Voluten, Inschrift 1955 und 1980 erneuert. Corpus und Kreuz aus einem Werkstück, gute Arbeit in einfachen, großen Formen. | 1776                   | 45378 DDB  |
| Ehemaliges katholisches Pfarrhaus    | Ehemaliges katholisches Pfarrhaus       | Antonitergasse 3 LageFlur: 4, Flurstück: 110/1                       | | 1760 bis 1770          | 45379 DDB  |
| weitere Bilder                       | Alter Wasserspeicher                    | Außerhalb Ortslage LageFlur: 43, Flurstück: 4377/1                   | | 1919                   | 45408 DDB  |
|                                      |                                         | Borngasse 6 LageFlur: 4, Flurstück: 106/1                            | | 1725 bis 1775          | 45380 DDB  |
| weitere Bilder                       |                                         | Borngasse 8 LageFlur: 4, Flurstück: 105/3                            | | 1725 bis 1775          | 45381 DDB  |
| Evangelische Pfarrkirche             | Evangelische Pfarrkirche                | Drei-Linden-Straße 5 LageFlur: 5, Flurstück: 111/9                   | | 1737 bis 1787          | 45382 DDB  |
| Bild gesucht BW                      |                                         | Haingrabenstraße 2 LageFlur: 4, Flurstück: 68/5                      | | 1725 bis 1775          | 45383 DDB  |
| ehem. Nassauer Hof                   | ehem. Nassauer Hof                      | Hauptstraße 19 LageFlur: 1, Flurstück: 9/3                           | | 1609                   | 45384 DDB  |
|                                      |                                         | Hauptstraße 21 LageFlur: 1, Flurstück: 10/2,10/3                     | | Anfang 18. Jahrhundert | 45385 DDB  |
| weitere Bilder                       |                                         | Hauptstraße 22 LageFlur: 4, Flurstück: 81/7                          | | Ende 18. Jahrhundert   | 45386 DDB  |
|                                      |                                         | Hauptstraße 28 LageFlur: 3, Flurstück: 83/55                         | | Ende 18. Jahrhundert   | 45387 DDB  |
|                                      |                                         | Hauptstraße 31 LageFlur: 1, Flurstück: 14/1                          | | Anfang 18. Jahrhundert | 45388 DDB  |
|                                      |                                         | Hauptstraße 51 LageFlur: 2, Flurstück: 43                            | | Ende 17. Jahrhundert   | 45389 DDB  |
| weitere Bilder                       |                                         | Hauptstraße 53 LageFlur: 2, Flurstück: 153/15                        | | Anfang 19. Jahrhundert | 45390 DDB  |
| weitere Bilder                       |                                         | Hauptstraße 55 LageFlur: 2, Flurstück: 154/45                        | | 1835                   | 45391 DDB  |
| Sandsteinkreuz                       | Sandsteinkreuz                          | Hauptstraße 72 LageFlur: 19, Flurstück: 1818                         | | 1741                   | 45392 DDB  |
| Ehemaliges kurpfälzisches Amtshaus   | Ehemaliges kurpfälzisches Amtshaus      | Herrngasse 7 LageFlur: 1, Flurstück: 7/1                             | | 1567 bis 1617          | 45393 DDB  |
|                                      |                                         | Hundsgasse 2 LageFlur: 4, Flurstück: 94/1                            | | Ende 17. Jahrhundert   | 45394 DDB  |
|                                      |                                         | Hundsgasse 3 LageFlur: 4, Flurstück: 83/1                            | | 1725 bis 1775          | 45395 DDB  |
|                                      |                                         | Hundsgasse 5 LageFlur: 4, Flurstück: 84/1                            | | Anfang 18. Jahrhundert | 45396 DDB  |
| Bild gesucht BW                      |                                         | Hundsgasse 7 LageFlur: 4, Flurstück: 85/1                            | | 1725 bis 1775          | 45397 DDB  |
| Bild gesucht BW                      |                                         | Königsteiner Straße 112 LageFlur: 31, Flurstück: 87/8                | | Ende 19. Jahrhundert   | 45398 DDB  |
|                                      |                                         | Königsteiner Straße 114a LageFlur: 31, Flurstück: 88/10              | | Ende 19. Jahrhundert   | 45399 DDB  |
| Sachteil: Balkon                     | Sachteil: Balkon                        | Königsteiner Straße 127 LageFlur: 8, Flurstück: 555/1                | | Ende 19. Jahrhundert   | 45400 DDB  |
| Grabstein an der katholischen Kirche | Grabstein an der katholischen Kirche    | Pfarrstraße o. Nr. LageFlur: 15, Flurstück: 1213/3                   | | Anfang 18. Jahrhundert | 45401 DDB  |
| Katholische Pfarrkirche Maria Hilf   | Katholische Pfarrkirche Maria Hilf      | Pfarrstraße o. Nr. LageFlur: 15, Flurstück: 1213/3                   | | 1886 bis 1936          | 45402 DDB  |
| weitere Bilder                       | Ehemalige katholische Konfessionsschule | Schulstraße 5 LageFlur: 1, Flurstück: 23/1                           | | 1749                   | 45403 DDB  |
| Bild gesucht BW                      |                                         | Schulstraße 9 LageFlur: 1, Flurstück: 25/1                           | | Anfang 18. Jahrhundert | 45404 DDB  |
| weitere Bilder                       |                                         | Schulstraße 15 LageFlur: 1, Flurstück: 27/1                          | | Ende 17. Jahrhundert   | 45405 DDB  |
| weitere Bilder                       |                                         | Schwalbacher Straße 2a LageFlur: 4, Flurstück: 77/3                  | | 1725 bis 1775          | 45406 DDB  |
| weitere Bilder                       |                                         | Schwalbacher Straße 9 LageFlur: 3, Flurstück: 61/9                   | | 1775 bis 1825          | 45407 DDB  |